# Desvío Almacén YPF

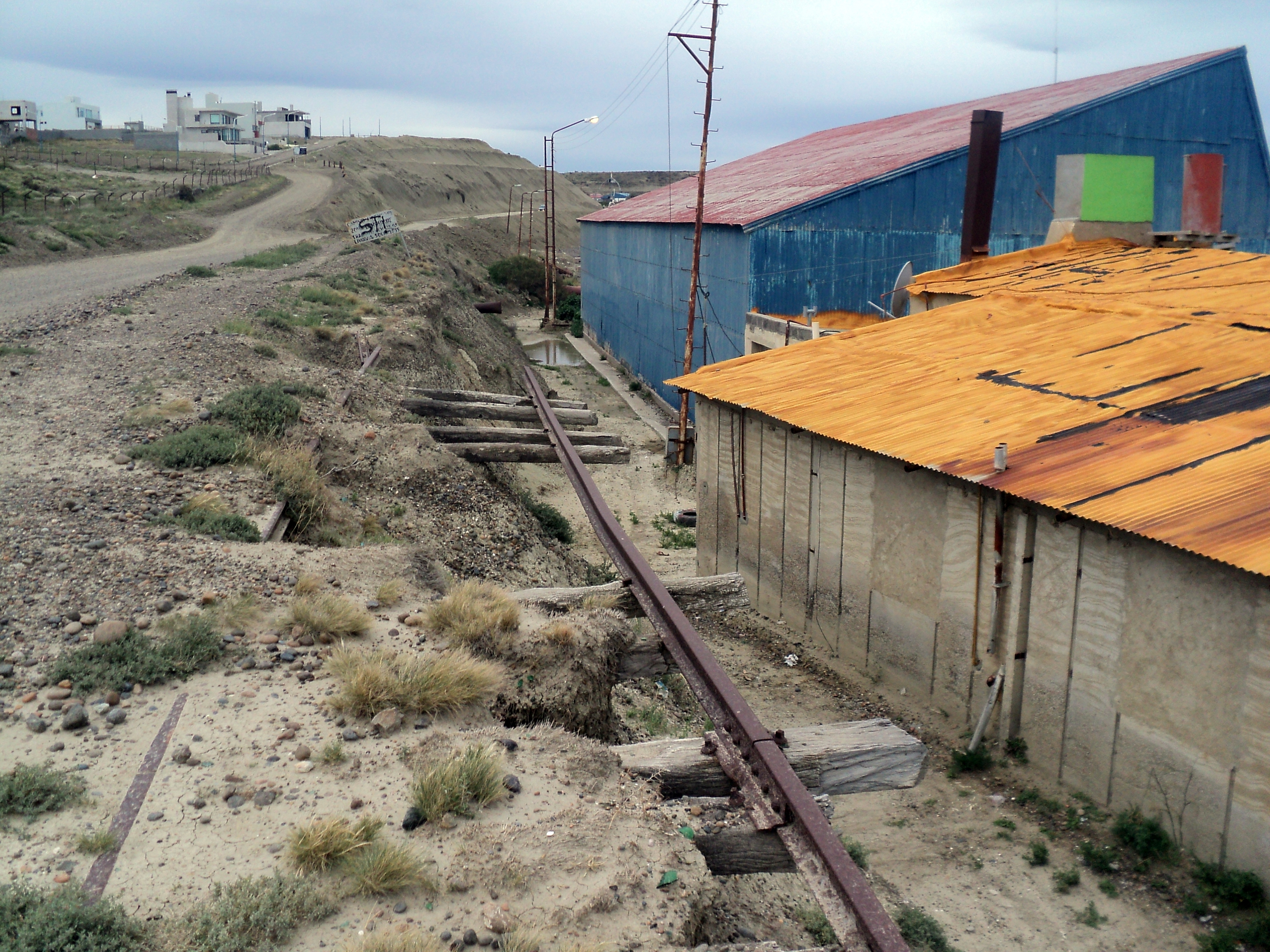
Los últimos restos de vías pasando el embarcadero.

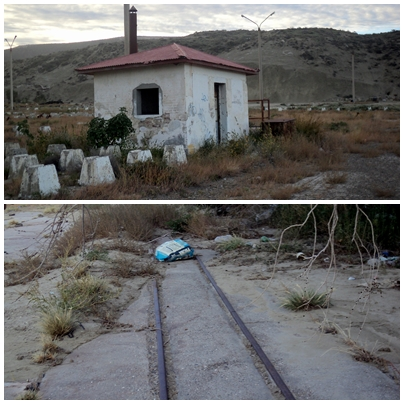
Puesto de control y de vías del decauville de trocha angosta.

Almacén YPF o Kilómetro 4 es un ex embarcadero que también funcionó como parada del servicio suburbano. Perteneció al Ferrocarril de Comodoro Rivadavia que unía a esta localidad con Colonia Sarmiento, ambas en la provincia de Chubut (Argentina). Se encuentra en el Departamento Escalante dentro del ejido urbano de la ciudad de Comodoro Rivadavia, más precisamente el barrio General Mosconi casi límite con Veinticinco de Mayo

## Toponimia

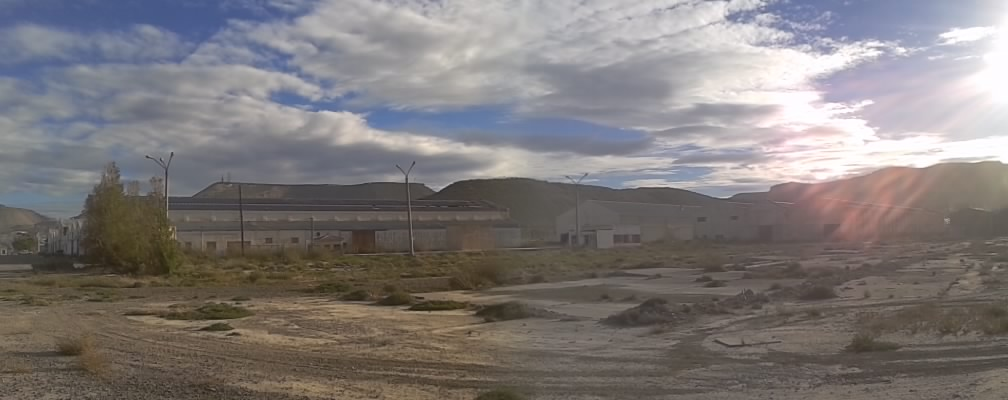
Panorámica de los almacenes casi abandonados.

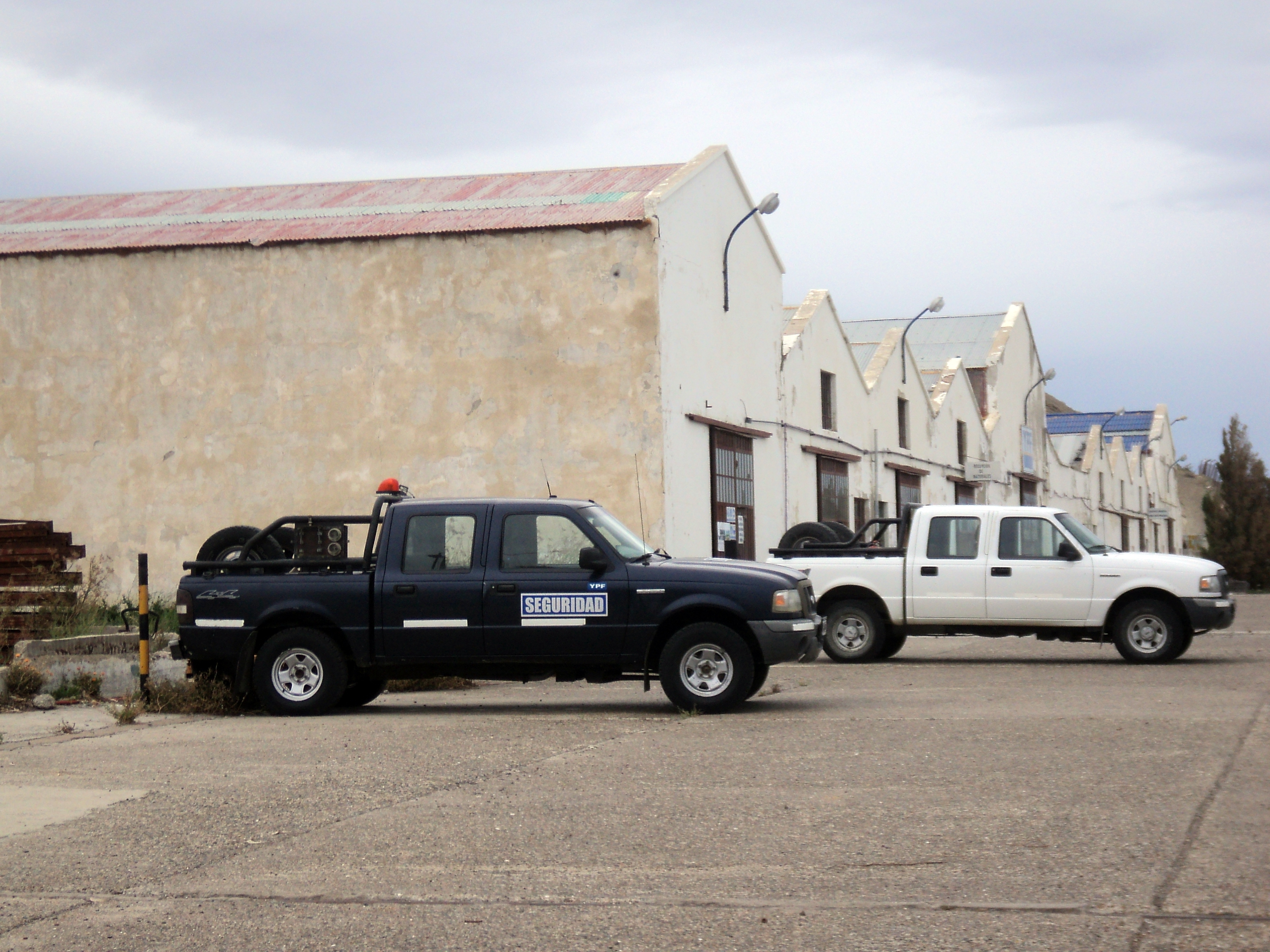
Distintos puestos de control y estaciones para las cargas de los trenes YPF abandonadas.

En las cercanías se emplazan, hasta la actualidad, almacenes que pertenecían a Yacimientos Petroliferos Fiscales; estos en el pasado detentaron gran actividad. A partir de los cuales el apeadero se tomó el nombre. Además, existían en alrededores del mismo terreno grandes talleres de la empresa. El otro nombre alternativo viene dado por la distancia que lo separa de la estación central el cual es de 3,6 kilómetros. los mismos fueron redondeados a 4 km fue para diferenciarlo del apeadero Gamela llamado informalmente Km 3. Además, con este nombre se buscó seguir la progresión que iniciaba en estación Comodoro (Km 0), apeadero Muelle YPF (Km 2), apeadero Gamela YPF (Km 3), desvío Almacén YPF (Km 4) y el remate en Talleres que fue redondeado a Km 5.

## Generalidades
Al funcionar como embarcadero permitía el acceso de los viajeros a los trenes o su descenso en este lugar, aunque no se vendían pasajes ni contaba con una edificación que cumpliera las funciones de estación propiamente dicha. 
El equipamiento de esta punto es descripto en dos documentos. El primero es el itinerario de 1934; en el se señala que tenía un apartadero de 166 metros de largo y un desvío de 68 metros de longitud.
Posteriormente, en 1958 un informe comunicó que el equipaje que no sea bulto de mano, debería ser cargado o descargado, según el caso, por el interesado directamente en el furgón. En cuanto a las cargas se emitía guía, con indicación del embarcadero, a/o de la estación más allá. También, recibía cargas con flete pagado en procedencia y despachaba cargas con flete a pagar el destino. Llamativamente, no se informó apartadero o desvío; quizá por estar inactivo o no ser significativo.
Para 1977 los almacenes aún estaban vivos como punto central para operaciones ferroviarias de YPF. Aunque ya era evidente que la actividad no era la del pasado.
El embarcadero forma parte del Ferrocarril de Comodoro Rivadavia que comenzó a funcionar en el año 1910 y que fue cerrado definitivamente en el año 1978.
Luego del cierre del ferrocarril los almacenes y la estación cesaron su actividad y ya para los años noventa fueron destinados a simples galpones para depósito de material obsoleto, dado que YPF dejó de existir y pasó a ser Repsol YPF con su privatización en los 90.
Hoy con la compañía renacionalizada los almacenes y sus talleres continúan estando casi abandonados y su función no es más que ser depósitos. Su red ferroviaria se halla casi desmantelada, pero dentro del predio cerrado de los almacenes se conservan trochas anchas y chicas, con sus puestos de control y estaciones con andenes. A pesar de su estado de conservación casi aceptables que dan esperanza a alguna futura revalorización, todo el material se encuentra en estado abandonado sin el menor cuidado.
Para 1993 gran parte del tramo entre Comodoro Rivadavia y Km 4 terminó siendo arrasado por el mar. Por medio de la erosión marina y la falta de protección costera se perdió parte del talud de los cerros por el cual pasaban las vías y terraplén. Lo que sobrevivió fue sepultado bajo el asfalto y ripio en mucho puntos.
Para 2013 el municipio logró con YPF un acuerdo para el traspaso de los almacenes y otros edificios a cambio de la propiedad del terreno a mensurar de aproximadamente 392.823 m², donde se encuentra emplazada la Planta Deshidratadora de la empresa. La municipalidad de la ciudad informó que parte de esos terrenos estarán destinados para la construcción de la futura terminal de transportes, uso residencial y se procederá a la recuperación de inmuebles para distintos usos como oficinas.

## Funcionamiento

### Itinerarios históricos
El análisis de itinerarios de horarios lo largo del tiempo confirman como fue variando la importancia de este punto.
El informe de horario publicado en 1920 con datos vigentes desde enero de 1918. El documento expuso que los trenes mixtos partían los lunes y jueves desde Comodoro a las 8:00 horas, pasando por Km 4 a las 8:07 y arribando 16:30 a Sarmiento. Mientras que el regreso era los martes y viernes desde Sarmiento a las 8:00 horas, visitando Km 4 a las 15:42 con arribo a Comodoro a las 15:50. El uso del desvío era para descargas en un principio. Sin embargo. el ferrocarril hacía uso condicional del apeadero parando solo si habían cargas dispuestas. Como dato llamativo, se denomino a este punto Desvío Km 3. La distancia vial marcó 3.6 kilómetros, por lo que se descarta que sea el apeadero vecino. Sin embargo, esta denominación luego se perdería en favor del futuro apeadero vecino. Por último, el desvío no figuró en la descripción tarifaria del ferrocarril siendo Talleres o Comodoro los puntos a considerar para el cobro.
Para el informe de horarios de 1928 se informó que los servicios continuaron operados por trenes mixtos. El apeadero era frecuentando por la línea de distancia que partía desde Comodoro los lunes y jueves a las 9:00 a Sarmiento 16:50. Asimismo, por la línea que visitaba Astra martes y jueves desde las 9:00 y desde las 15:00 los jueves. Por último, se informó una línea que arribaba a Pampa del Castillo. La misma partía desde Comodoro desde las 9, visitando Km 4 a las 9:10 y finalizando a las 12:05. Esta última línea fue la única que dio detalle de los horarios de arribo del desvío y no lo tildó de parada optativa de los servicios ferroviarios.
El informe de 1930 no varió con el anterior. Pero suprimió la línea a Pampa del Castillo y con esto se dejó de informar el arribo a los desvíos vecinos.
El itinerario de 1934 brindó información de la sección del servicio suburbano que era ejecutado por trenes mixtos los días lunes y jueves junto con el viaje a Sarmiento. El viaje a vapor partía a las 9 de Comodoro para arribar a Sarmiento 16:50. En tanto, la vuelta se producía los días miércoles y sábados desde las 9 con arribo a estación Comodoro a las 16:35. El tren llegaba a este punto a las 9:08. En tanto, estaba distanciada de Km 1.9 por 2 minutos y de Km 4 por otros 7 minutos. También, se describió un viaje dedicado a las cargas que tenía de ejes a Comodoro y Talleres los días miércoles y sábados con partida desde 18:00 y arribo a a Talleres 18:15. Mientras que el regreso se producía los lunes y jueves desde 8:00, paso a las 8:09 y llegada a Comodoro 8:15.Se mantuvo la condición opcional del desvió.
En cambio, el informe de 1936 solo se concentró en el viaje de larga distancia para pasajeros a Sarmiento; dejando de lado los otros aspectos del ferrocarril. El viaje partía los lunes desde Comodoro a las 9 y arribaba a Sarmiento a las 16:50. El regreso se producía los miércoles desde las 9 con llegada a Comodoro 16:35. Sin embargo, el desvío continuó siendo para optativa.
Desde 1938 un itinerario describe la sección del servicio suburbano no hizo alusión a este punto. El informe dio una gran descripción de la línea y la introducción de muchas novedades como los ferrobuses.
El itinerario de Ferrocarriles del Estado del 15 de diciembre de 1940. Todos los viajes de todas las líneas pasaron a operarse con ferrobuses. Este apeadero no figuró en el itinerario. La omisión quizás se debió a que itinerario estaba más centrado en el servicio de pasajeros y el uso de este apeadero giraba en función de las cargas.
Otro de los itinerarios que ofreció información del servicio suburbano es el itinerario de credo por la empresa ferrocarriles del estado en 1946. En este informe fue nombrada por primera vez como Apeadero Km 3.6 (Desvío Particular). El tiempo de llegada del servicio desde Comodoro Rivadavia a este punto fue de 7 minutos. En tanto, estaba separada de Km 3 por 1 minuto y de Talleres por 3 minutos.
El mismo itinerario de 1946 fue presentado por otra editorial y en el se hace mención menos detallada de los servicios de pasajeros de este ferrocarril. En el documento se aclaró que la mayoría de los ferrobuses pararían en puntos adicionales que los pasajeros solicitaran para ascender o descender. Las tarifas se cobraban desde o hasta la estación más próxima anterior o posterior. La novedad fue que en este documento fue el único punto sin estación que figuró en el viaje de larga distancia, junto con otras 3 estaciones, en el ejido de Comodoro Rivadavia. Por último, por primera vez se aludió al embarcadero como Desvío Almacenes.
El 10 de diciembre de 1948 fue presentado un itinerario que no representó grandes variaciones respecto del presentado en 1946. Sin embargo, la gran diferencia con el anterior documento estuvo en el viaje de cargas que recorría la línea completa desde Comodoro a Sarmiento; y no partía desde Talleres como en el itinerario anterior. De este modo, el viaje de cargas partía sin un día estipulado, en forma condicional desde Comodoro a las 9:30, paso por este punto a las 9:40 y arribo a Sarmiento a las 18:05. En tanto, la vuelta vuelta desde Sarmiento se producía desde las 10:20 con arribo a estación Comodoro a las 20:25. Por último, el itinerario se refirió a este punto como Km 3.6 (Desv. Púb.).
El informe de horarios de noviembre de 1955 mostró al desvío entre los pocos puntos de Comodoro visitados en este informe horarios del ferrocarril.  Al ferrobús le tomaba alcanzar este punto 5 minutos y distando a solo 5 minutos de estación de Talleres. Siendo un punto intermedio entre los barrios de Zona Norte y el Centros. 
Otra sección del informe dedicada al servicio suburbano, que tenía su inicio en Comodoro y como puntas de rieles a Km 27, Km 20 y COMFERPET, es detallado con paradas y horarios de este servicio. En este documento se menciona a esta parada como Almacén YPF (Desvío particular). Al coche motor que partía desde la estación matriz le tomaba alcanzar este punto 8 minutos. En tanto estaba separada por 2 minutos de Km 3 y de estación Talleres por otros 5 minutos.

### Registro de boletos
Una extensa colección de boletos no hace mención a este punto. Esto se explica por los itinerarios, previamente analizados, de 1938 y 1946 que señalaron a Comodoro como punto de partida de las tarifas; estando el tramo Comodoro-Talleres en la primera sección de precios. De este modo, se podía viajar, previo paso Km 2, Km 3 y Km 4, a Talleres en los servicios suburbanos o de larga distancia. Es por ello que se ve en la colección a Talleres como destino muy recurrente. Asimismo, la tarifa tenía el valor de 0.50 en primera clase y 0.30 en segunda y fue posible por la escasa distancia entre estos puntos.

### Ramal Decauville de YPF
Paralelo a este punto ferroviario funcionó un remal decauville. Este pequeño ramal industrial, propiedad de YPF, era una línea subsidiaria del ferrocarril de Comodoro. Tuvo gran importancia en el ferrocarril dado que este pequeño ramal industrial atravesaba una parte del barrio General Mosconi corriendo paralelo a los apeaderos Km 2, Km 3 y Km 4. De esta manera, Km 4 era un punto clave ya que eran los almacenes su base de operaciones. Su trocha medía 60 cm, y actualmente aun hay muchos vestigios de vías en barrio. 
Iniciaba su recorrido desde el muelle petrolero y tras atravesar el barrio Moreno, la gamela, los almacenes YPF, la ex proveeduría acaba en proximidades a la administración de la petrolera estatal en el corazón de KM 3. 
En tanto, llevó pasajeros en sus pequeños vagones como carga de la empresa estatal petrolera. Fue desactivado a fines de los años 1970, en medio del plan de achique de costos del gobierno militar. Luego de la desafección del material rodante, YPF colocó en el patio de juegos del jardín céntrico N° 403 una locomotora utilizada por el ramal. La misma tuvo algunas modificaciones y fue pintada de varios colores. Su presencia en la institución le hizo ganar al jardín el cálido apodo de "Jardín El Trencito". Hoy algunos de sus trenes descansan en el Museo Nacional del Petróleo.

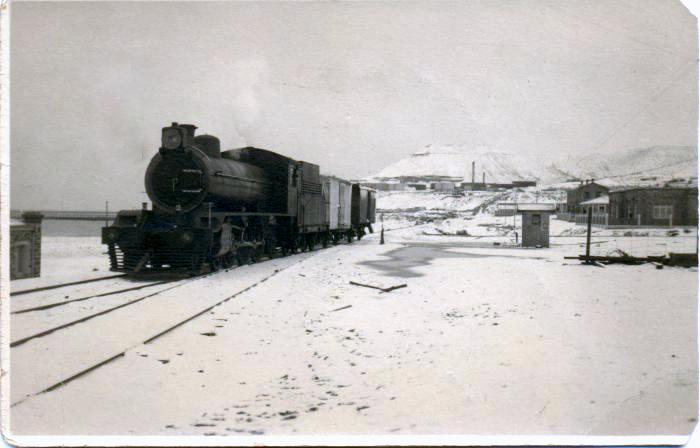
Vista del desvío Km4 y su parada antes de entrar a los almacenes.

## Galería

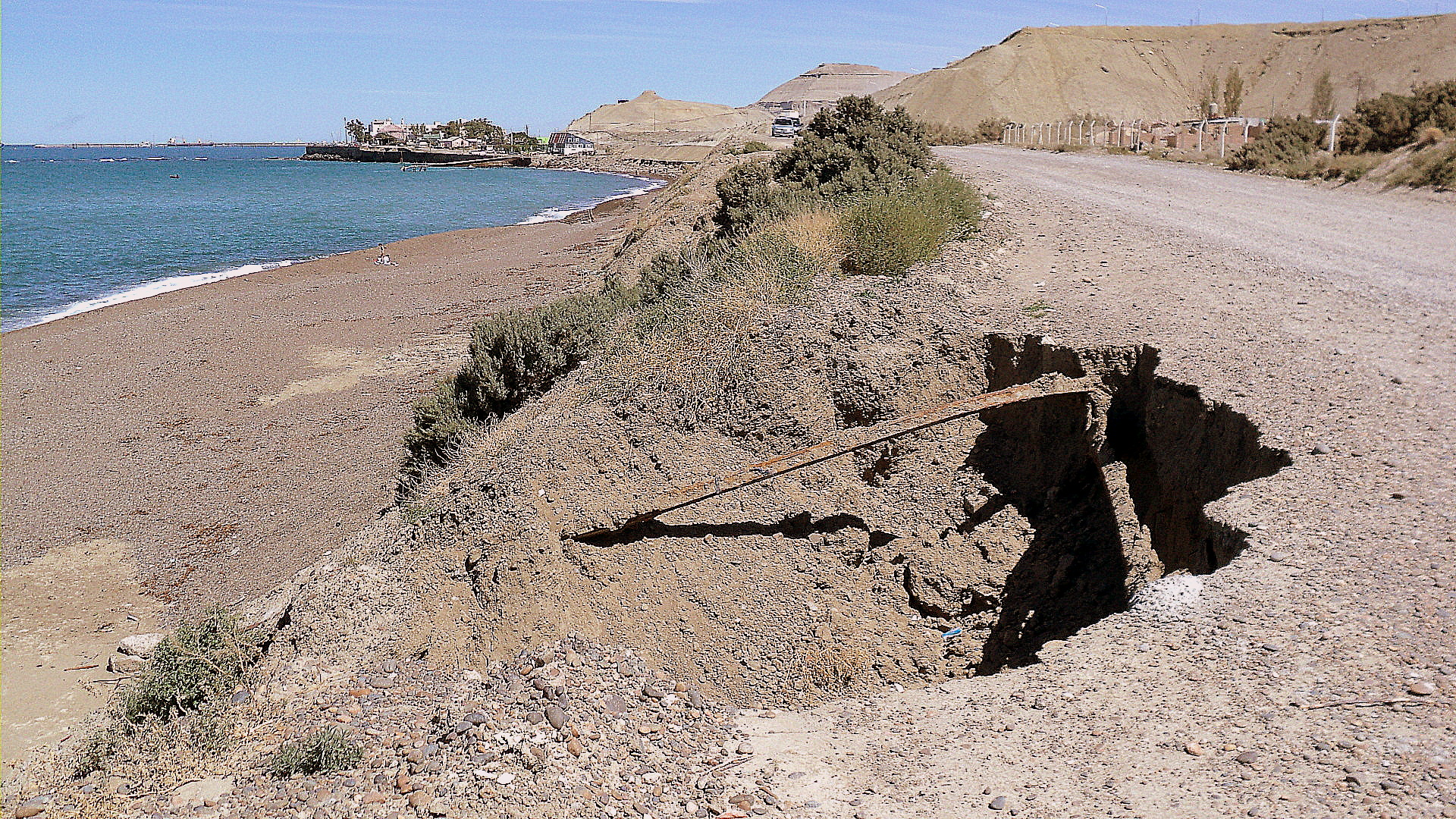
Restos de las vías expuestos tras un temporal. Se localizan pasando los talleres de YPF rumbo estación Talleres, las mismas fueron sepultadas bajo tierra para darle firmeza al talud que hoy es da paso a vehículos automotores.
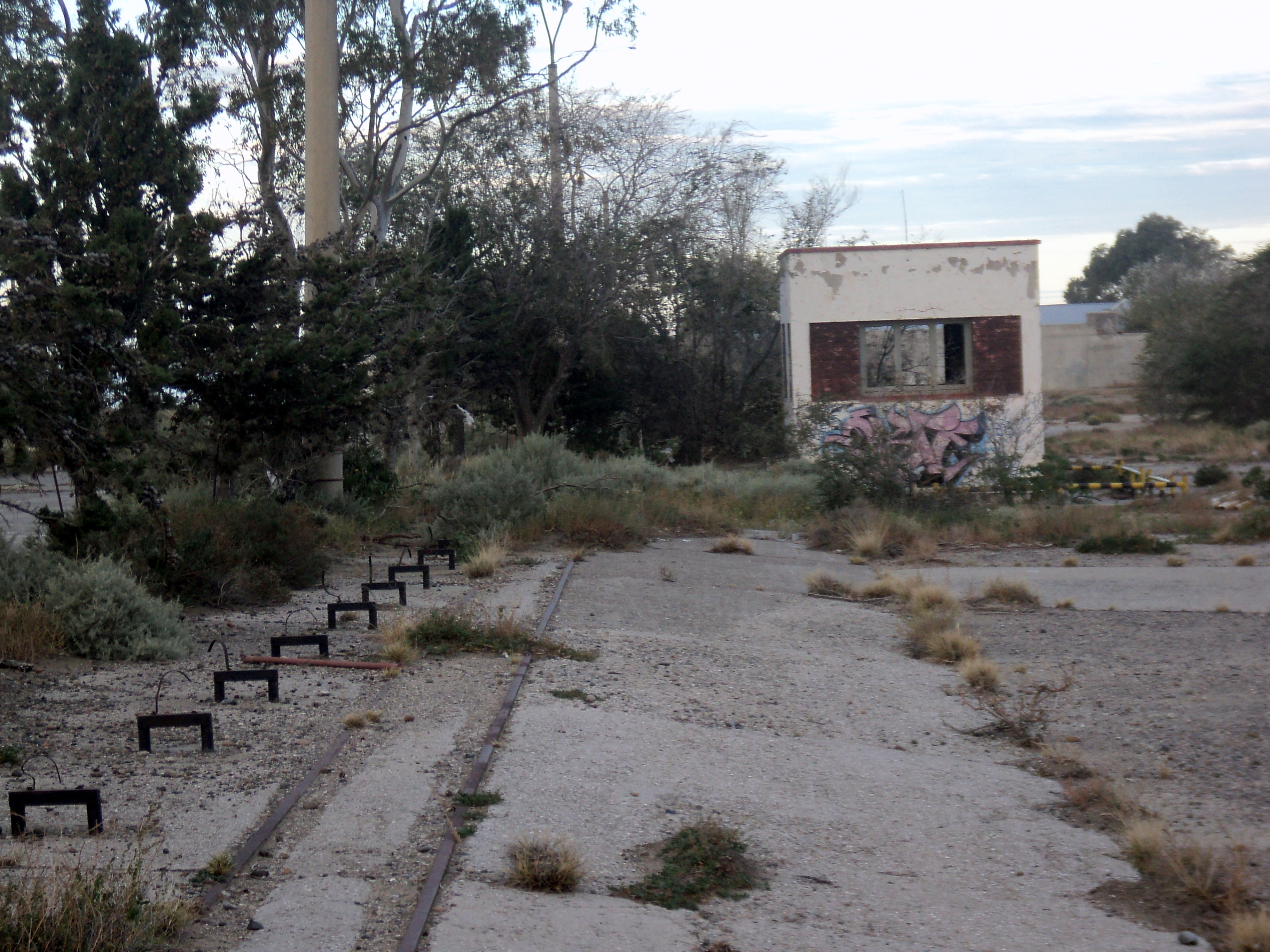
Vías al costado de lo que parece que fue un oleoducto. Aun prevalece un puesto de control de maniobras.
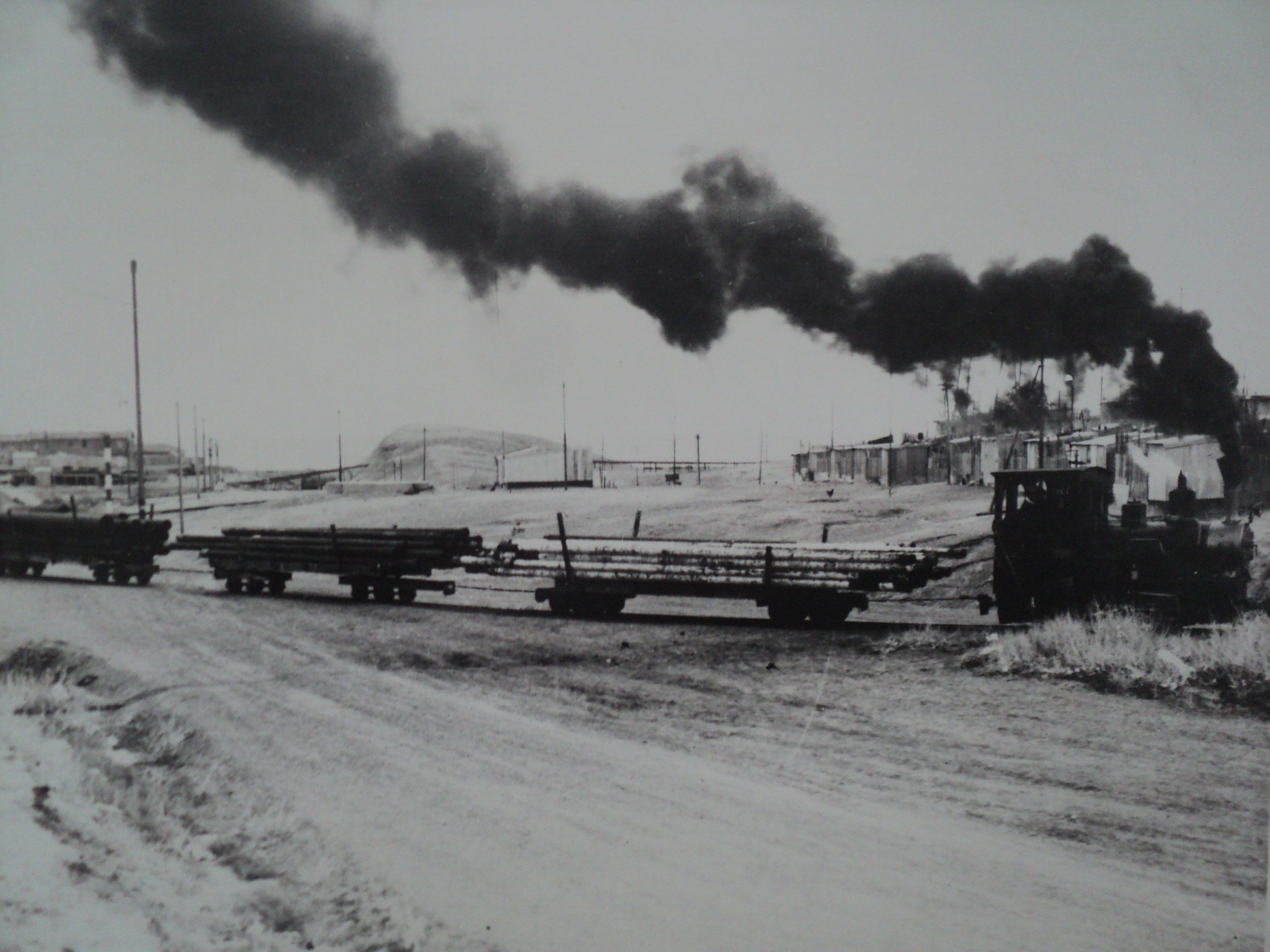
Tren carguero con estrecha relación con el Almacén.
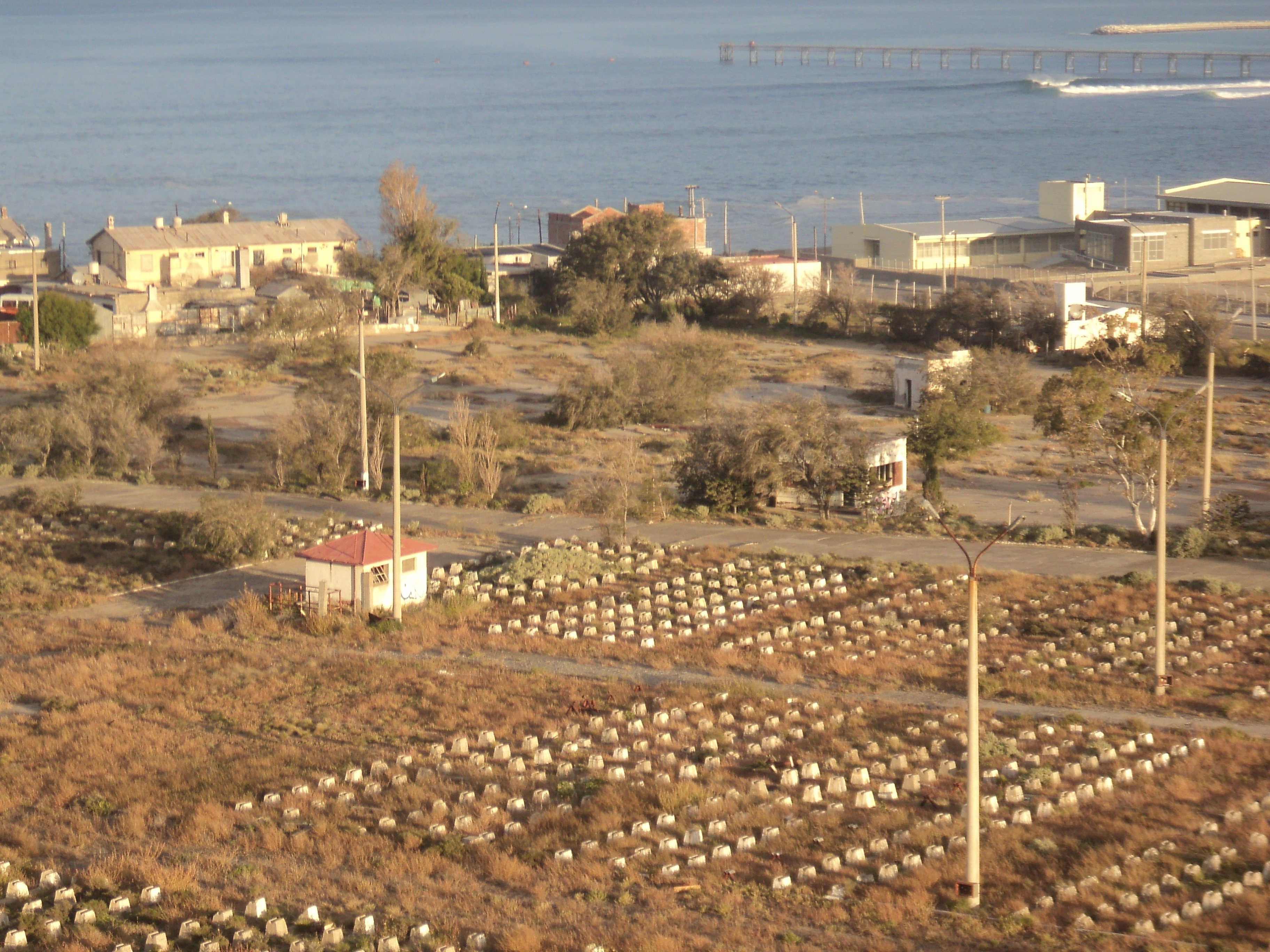
Vista de la playa de maniobras de cargas en la parte posterior de los talleres, del lado de la avenida Quintana en el barrio General Mosconi.
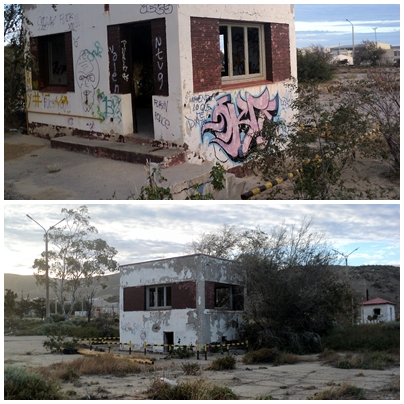
Ex Almacenes de YPF en desuso, ayer como un embarcadero importante del ferrocarril hoy su poca actividad es casi nula.
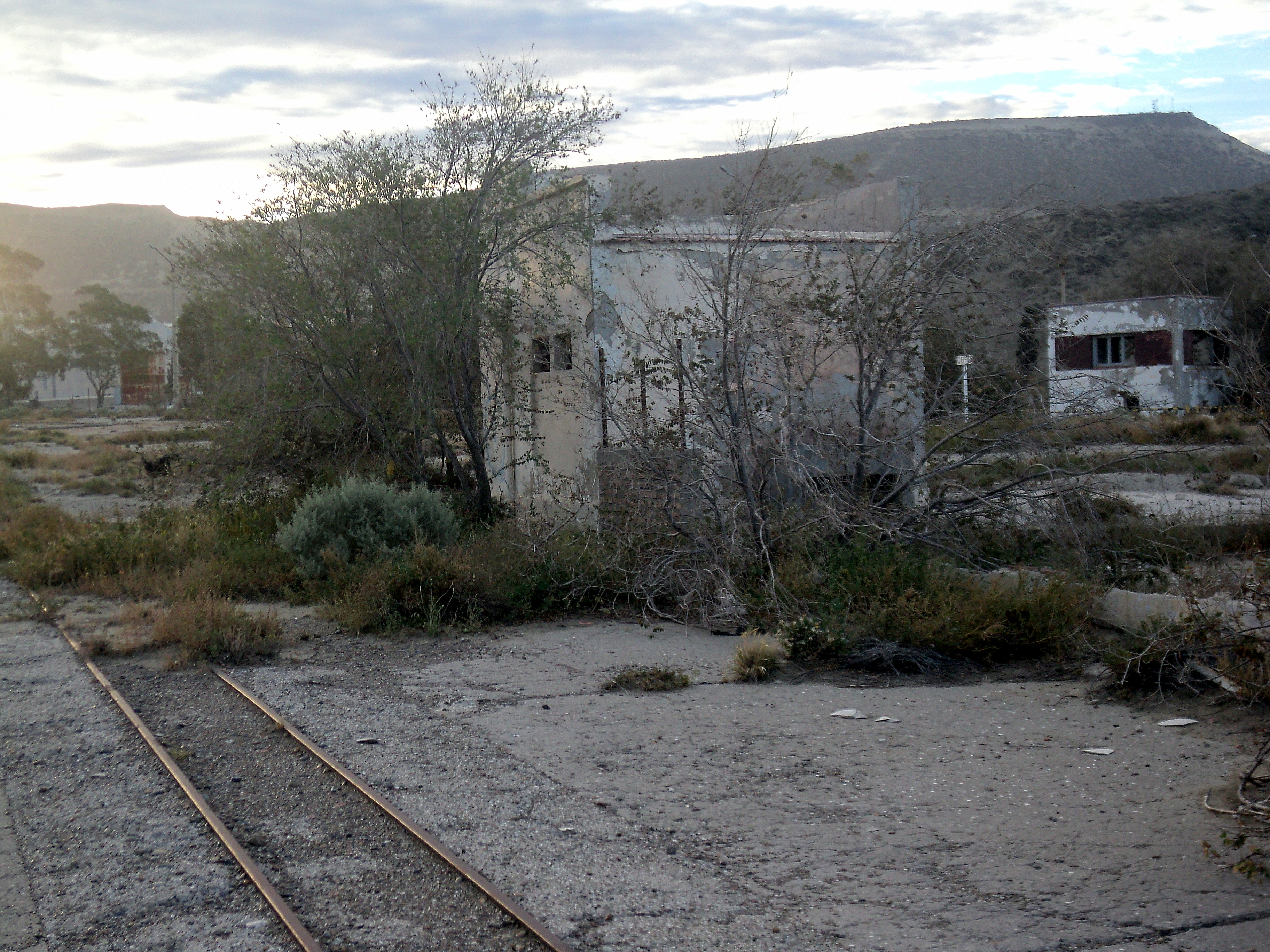
Restos supervivientes de una terminal en el interior del predio con una vía al costado y con su andén aun intacto.
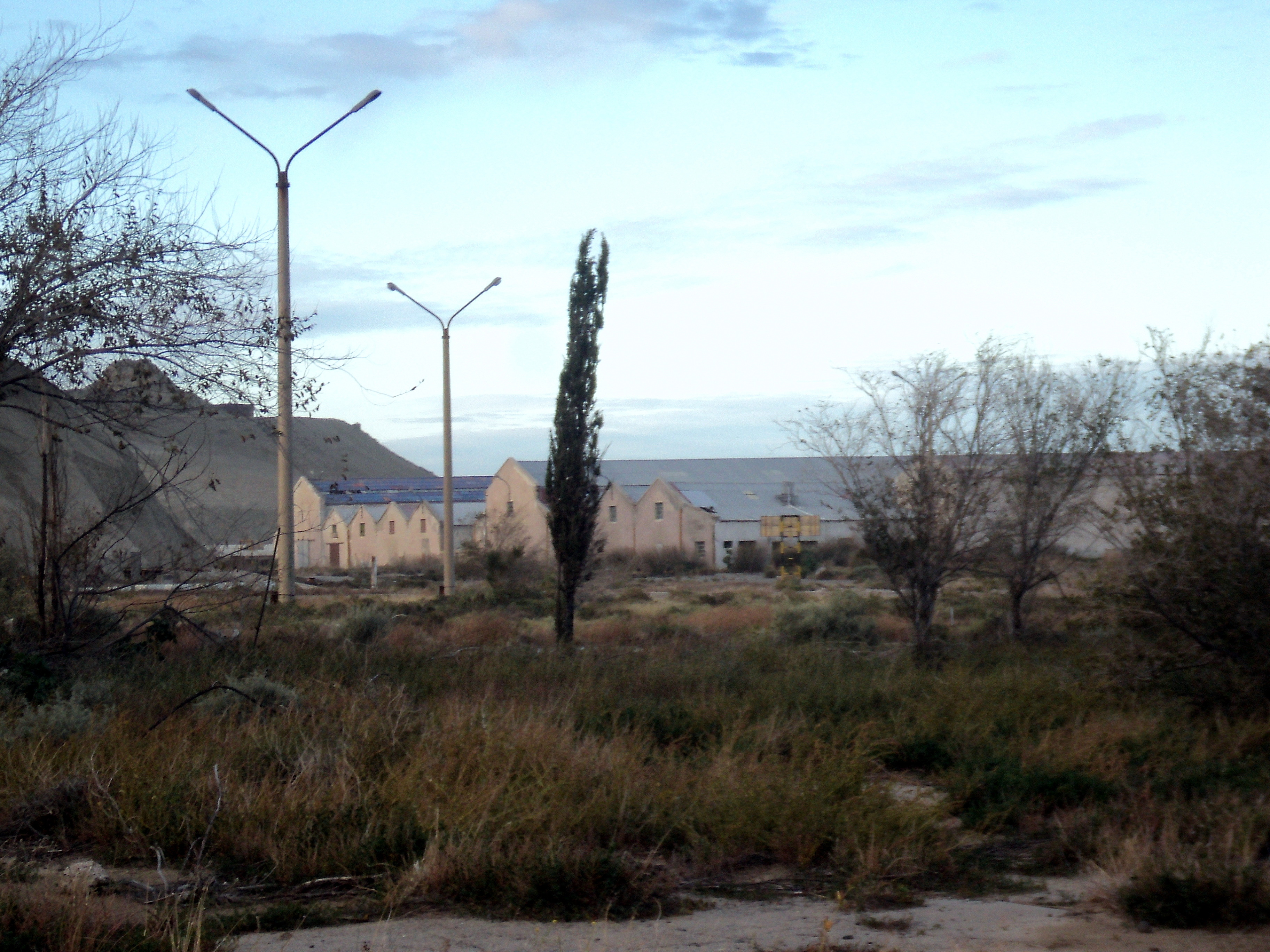
Los almacenes desde el interior de su predio.
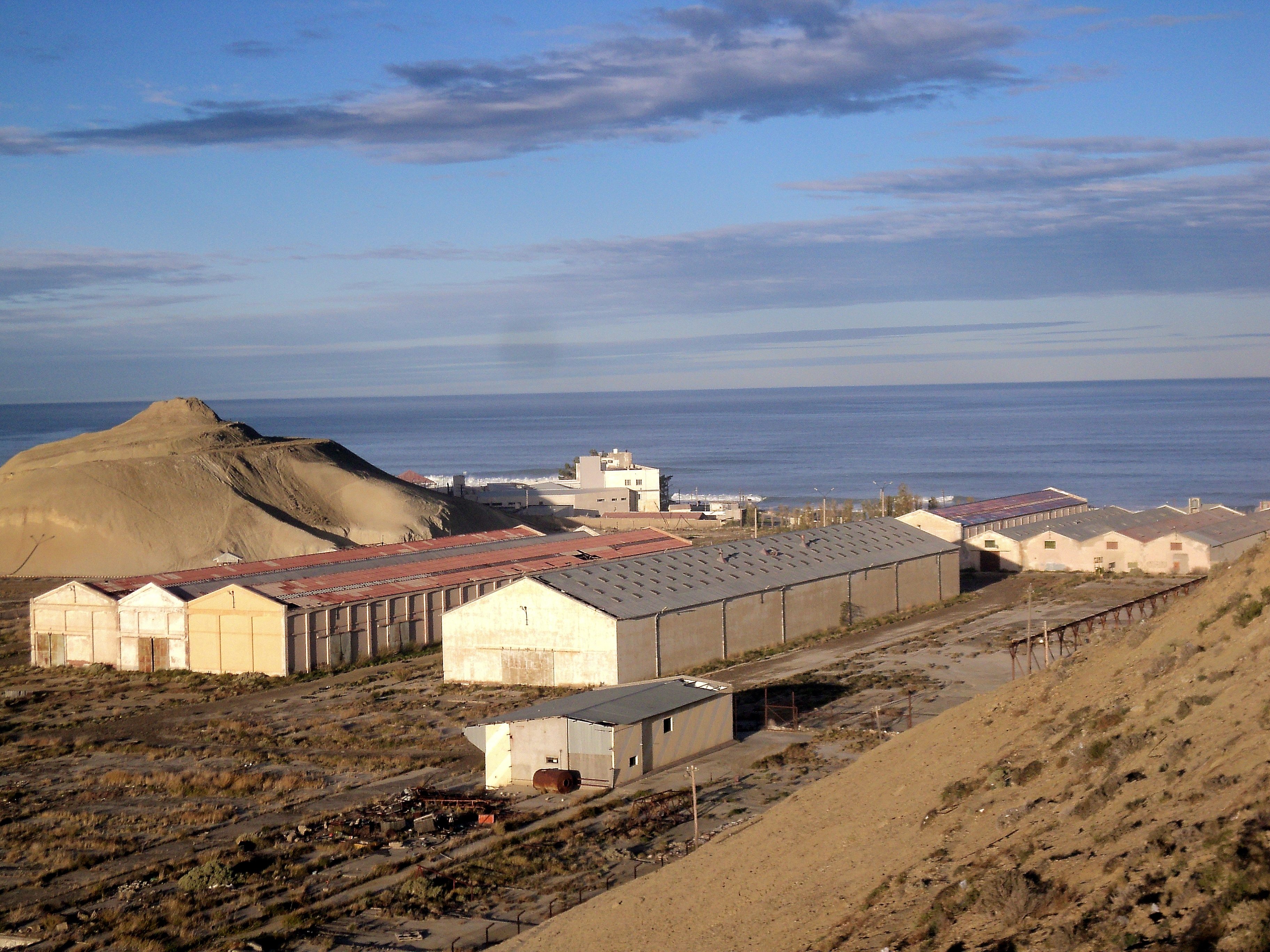
El predio desde una loma, apreciándose su gran extensión.
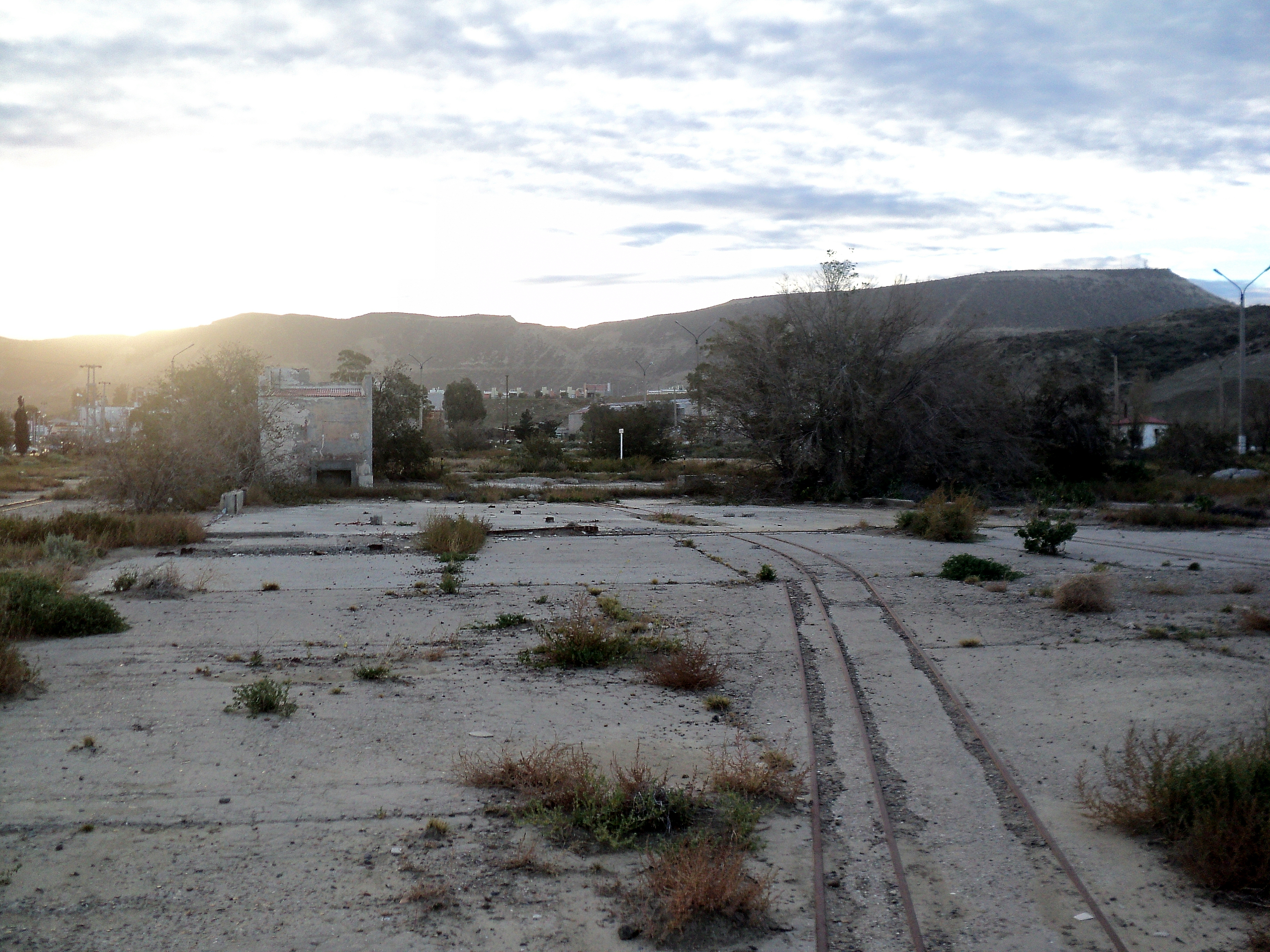
Vías de distintas dimensiones en el interior del predio.
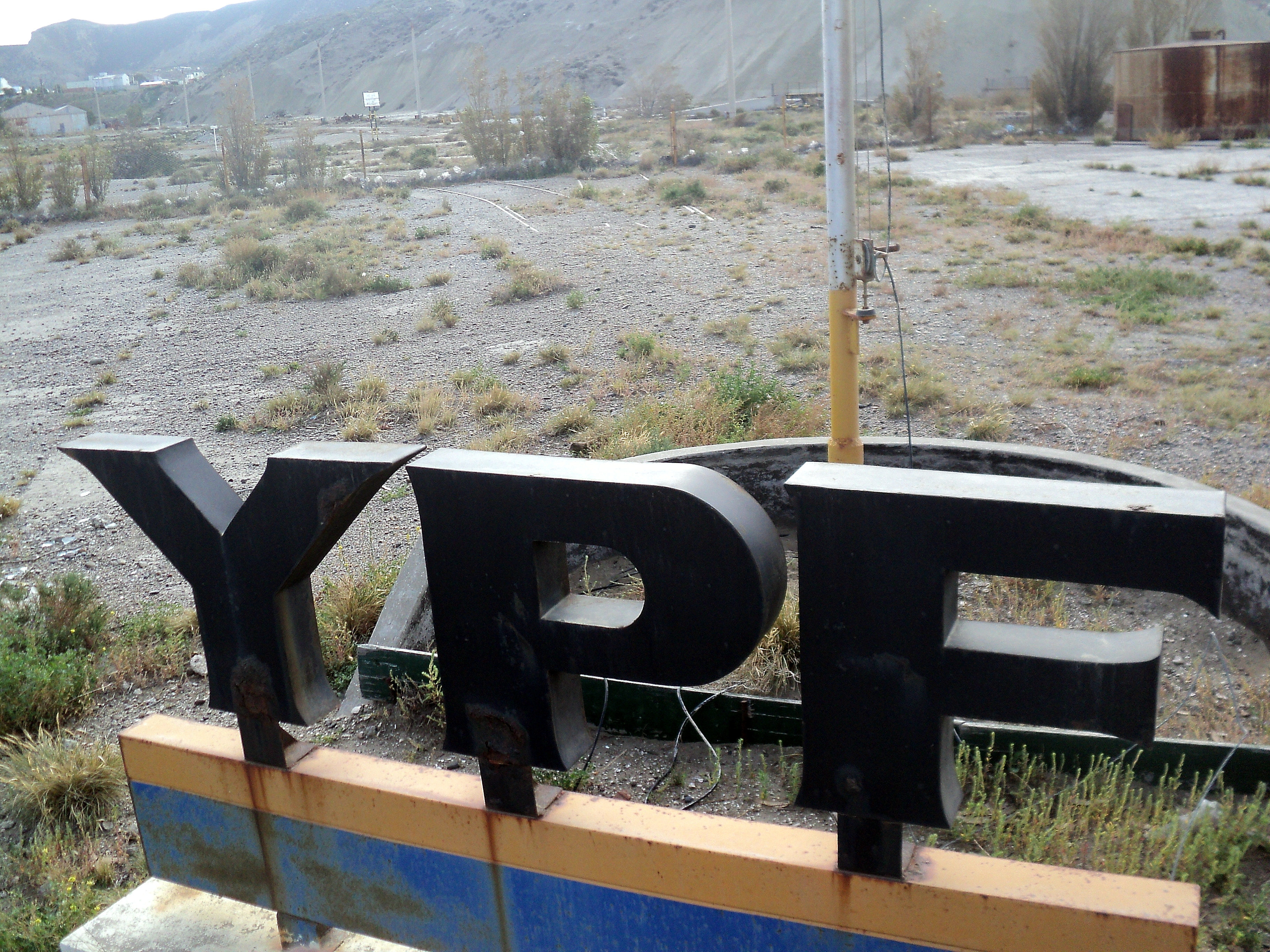
Logo antiguo de YPF en la entrada del lugar.
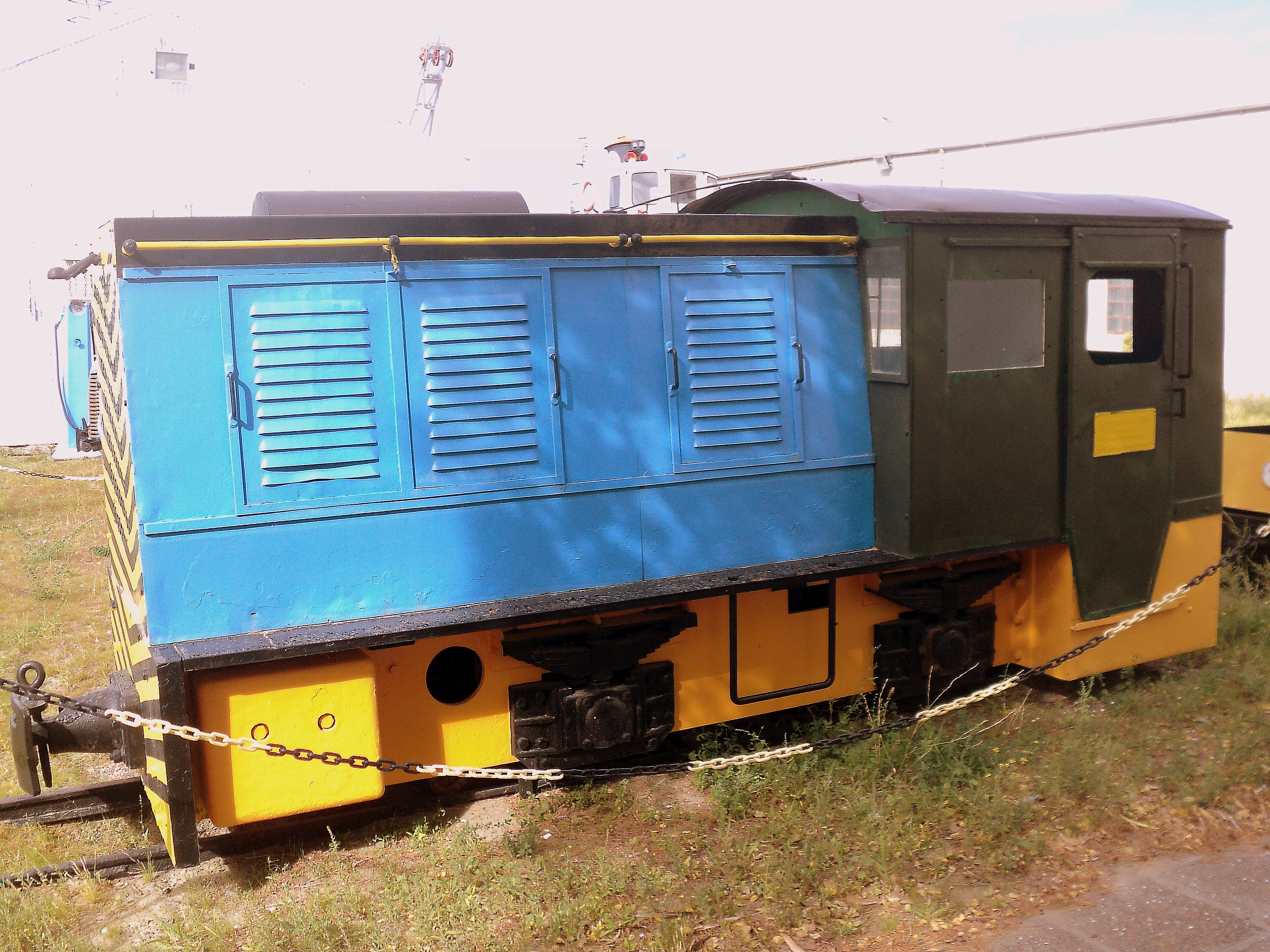
Tren carguero usado en la explotación de YPF. También en el transporte de pasajeros.
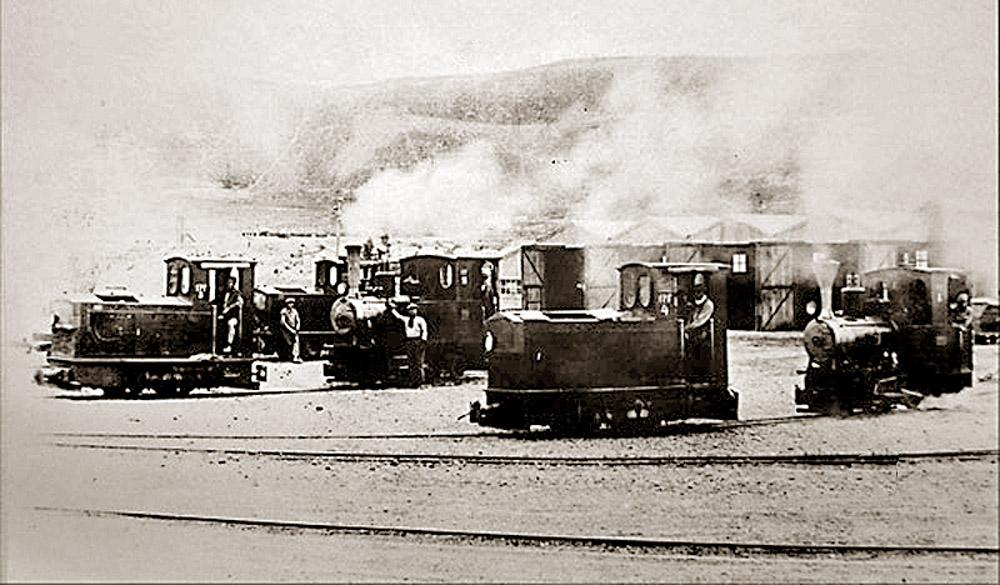
La red decauville en los almacenes.